# اوکوبو توشیمیچی
اوکوبو توشیمیچی (به ژاپنی: 大久保 利通 Ōkubo Toshimichi) متولد ۱۰ اوت ۱۸۳۰، مرگ ۱۴ می ۱۸۷۸ میلادی، از اهالی قلمروی ساتسوما، سیاستمدار و وزیر دولت میجی و یکی از پرنفوذترین وزیران کابینه در زمان اصلاحات میجی بود.
او اولین وزیر وزارت نایموشو بود که در سال ۱۸۷۳ تأسیس شد. وظیفهٔ این وزارت در ۱۰ سال اول بعد از تأسیس تشویق و پیشبرد صنایع داخلی بود. توشیمیچی برای بررسی اوضاع به اروپا سفر کرد و از مشاهدهٔ فاصلهٔ زیادی که غرب با ژاپن داشت و دشواری پر کردن این فاصله ناامید شد. توشیمیچی با نقشهٔ حمله به کره به شدت مخالفت کرد. مخالفت او باعث ایجاد شکاف بین وزیران و محافل با نفوذ ژاپن شد. او نظر داشت که در شرایط آن زمان ژاپن نمی‌تواند هزینهٔ این ماجراجویی را تأمین کند و بهتر است به‌جای آن به فکر تقویت بنیهٔ اقتصادی خود باشد. او ۷۰ درصد بودجهٔ وزارتخانهٔ نوبنیاد را صرف تأسیس کارخانه‌های دولتی کرد. او یک شرکت حمل و نقل دولتی را با شرکت کشتی سازی میتسوبیشی ادغام کرد تا به سلطهٔ آمریکا و انگلیس در زمینهٔ حمل و نقل پایان دهد. او گروه‌های تحقیقی در زمینهٔ حمل و نقل به غرب فرستاد. نظام تجارتی ایجاد کرد که نمایندگی‌های خارجی را دور می‌زد. تولید ابریشم، فعالیت‌های کشاورزی و دیگر صنایع را تحت حمایت مالی خود گرفت. نمایشگاه‌های ملی راه انداخت تا مزایای صنعتی شدن سریع را تبلیغ و ترویج کند.

## زندگی

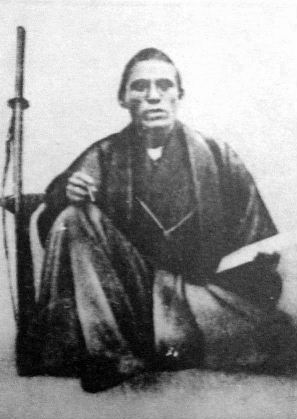
در جوانی

اوکوبو توشیمیچی سیاستمداری بود که از پایان دوره ادو تا اوایل دوره میجی زندگی می‌کرد. او در سال ۱۸۳۰ (دوره بونسی ۱۳) در خانواده‌ای از سامورایی‌های رده پایین از قلمرو ساتسوما متولد شد. «توشیمیچی» نام او پس از آغاز دوره میجی بود و در پایان دوره ادو با نام‌های «شوسوکه» و «ایچیزو» شناخته می‌شد.
وقتی او ۱۱ ساله بود، جنگ‌های تریاک در سرزمین اصلی چین آغاز شد. دودمان چینگ، که بر سرزمین اصلی حکومت می‌کرد، از بریتانیا شکست خورد و تسلیم شد. اوکوبو توشیمیچی دوران کودکی تأثیرپذیر خود را در دوران بحرانیِ پیشروی قدرت‌های اروپایی و آمریکایی به آسیا گذراند. به همین دلیل، «ساختن کشوری که بتواند با غرب رقابت کند» به هدف همیشگی اوکوبو توشیمیچی تبدیل شد.
در قلمرو ساتسوما، اوکوبو توشی‌میچی با سایگو تاکاموری متحد شد تا سِیچوگومی، یک گروه رادیکال از اصلاح‌طلبان در حکومت قلمرو، را سازماندهی کند، در عین حال به عنوان واسطه‌ای برای جلوگیری از اصطکاک بین قلمرو و سِیچوگومی نیز عمل می‌کرد. با حفظ این موضع، او اعتماد شیمازو هیسامیتسو را که به عنوان پدر ارباب قلمرو شیمازو تادایوشی قدرت واقعی را در دست داشت، جلب کرد. با وجود اینکه او یک سامورایی رده پایین بود، به یک مقام کلیدی در قلمرو ارتقا یافت.
سپس در سال ۱۸۶۲ (دوره بونکیو ۲)، با پشتوانه قدرت قلمرو قدرتمند ساتسوما (قلمرویی با نفوذ بر شوگون‌سالاری) به سیاست مرکزی روی آورد. در آن زمان، برای جبران کاهش اقتدار شوگون‌سالاری، قلمروهای قدرتمندی مانند قلمرو ساتسوما برای حمایت از شوگون‌سالاری متحد شدند و در بحبوحه ترویج «کوبو گاتای» (ائتلاف دربار امپراتوری و شوگون‌سالاری) بودند. قرار بود قدرت شوگون‌سالاری با ادغام شوگون‌سالاری با دربار امپراتوری تثبیت شود و با وضعیت دشوار پیشروی قدرت‌های غربی مقابله کند. با این حال، درگیری بین شوگون‌سالاری و قلمرو ساتسوما رخ داد و این طرح برای اتحاد دربار امپراتوری و شوگون‌سالاری از هم پاشید.
این باعث شد توشیمیچی اوکوبو فکر کند که «ژاپن آینده‌ای ندارد مگر اینکه شوگون‌سالاری را سرنگون کنیم و دولت جدیدی تأسیس کنیم که بتواند به تغییرات زمان پاسخ دهد» و به همراه متحدش تاکاموری سایگو، قلمروها را برای حمایت از سرنگونی شوگون‌سالاری رهبری کرد. به دنبال توصیه ریوما ساکاموتو و شینتارو ناکائوکا، او تصمیم گرفت با قلمرو قدرتمند چوشو که تا آن زمان دشمن او بود، اتحادی منعقد کند. پس از انعقاد اتحاد ساتسوما-چوشو، توشیمیچی اوکوبو گام‌های بلندی در جهت سرنگونی مسلحانه شوگون‌سالاری برداشت. در دسامبر ۱۸۶۷ (دوره کیئو ۳)، او به همراه «اعلامیه بزرگ احیای حکومت امپراتوری» به عضویت کابینه دولت جدید میجی درآمد. او مقام‌های دولت سلطنتی، مانند ایواکورا تومومی و سانجو سانه‌تومی را که از اشراف‌زادگان بودند و تمایلی به استفاده از زور نداشتند، متقاعد کرد و شروع به آماده شدن برای نبردی سرنوشت‌ساز کرد. در ۳ ژانویه ۱۸۶۸ (دوره کیئو ۴)، نبرد توبا-فوشیمی آغاز جنگ بوشین بین دولت جدید میجی و نیروهای شوگون‌سالاری سابق بود. در نتیجه پیروزی در این جنگ، دولت جدید میجی به دولت مرکزی جدید ژاپن تبدیل شد.

### به عنوان وزیر کشور، کنترل قدرت را به دست گرفت

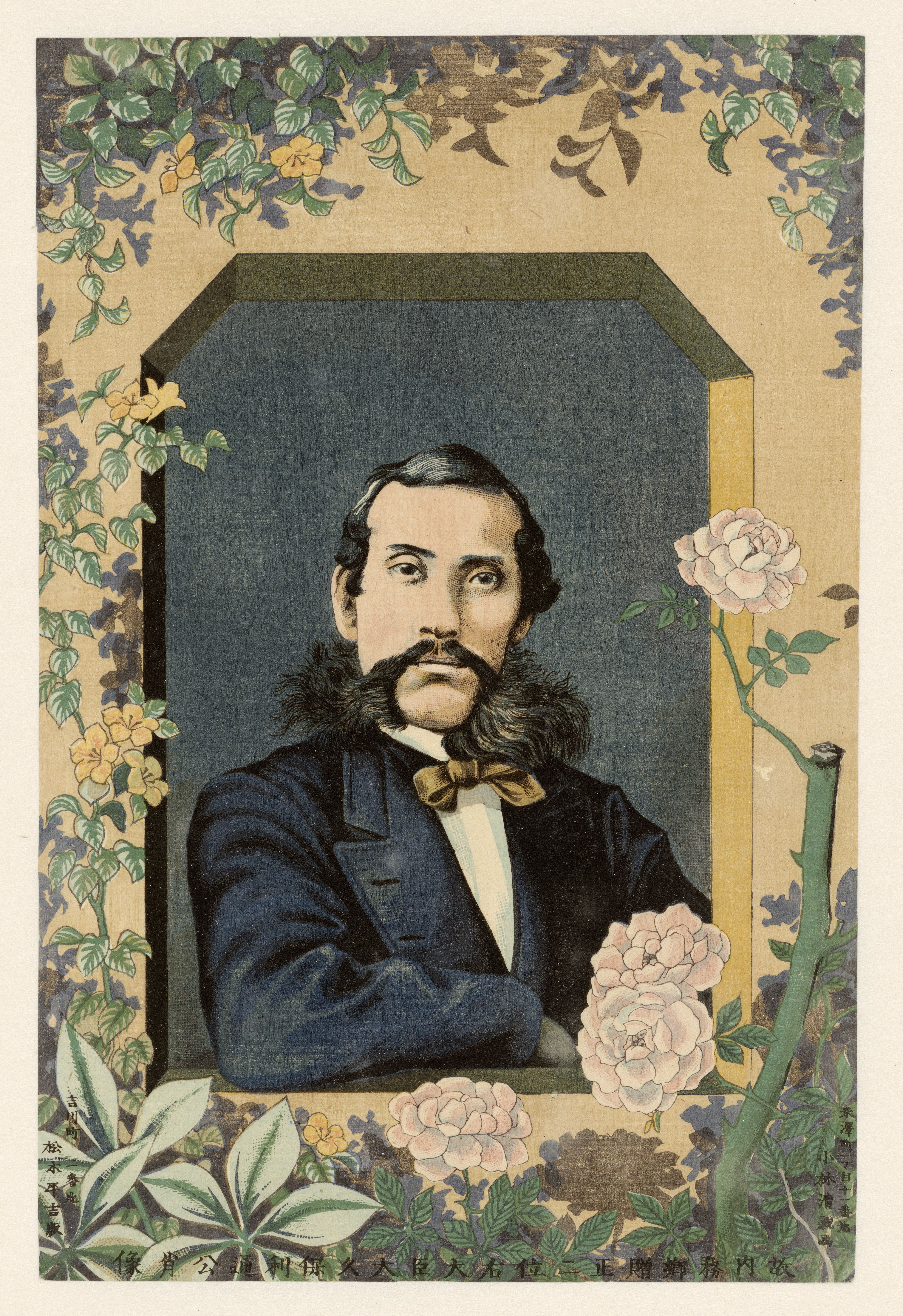

اوکوبو توشیمیچی پس از مجبور کردن نیروهای شوگون‌سالار سابق به تسلیم، راهی ابداع کرد تا شوکو (اصطلاحی که در اواخر دوره ادو برای دایمیوها به کار می‌رفت) در سراسر ژاپن، سرزمین‌ها و کنترل مردم خود را به دربار امپراتوری بازگردانند.
به عنوان اولین قدم، او اربابان فئودال ساتسوما، قلمرو توسا، قلمرو چوشو و قلمرو ساگا را متقاعد کرد که «سرزمین» (قلمرو) و «ملیت» (موضوع) خود را به امپراتور بازگردانند و سپس این را به همه اربابان فئودال در سراسر کشور تعمیم داد. در سال ۱۸۶۹ (میجی ۲)، او به «بازگرداندن زمین و ملیت» دست یافت و بلافاصله پس از آن «لغو قلمروهای فئودالی و تأسیس بخشداری‌ها» را انجام داد.
در سال ۱۸۷۱ (میجی ۴)، او به عنوان معاون فرستاده، هیئت ژاپنی به اروپا (هیئت اعزامی ایواکورا)، به رهبری ایواکورا تومومی، را همراهی کرد. این هیئت از آمریکا عبور کرد و از ژوئیه تا نوامبر ۱۸۷۲ (میجی ۵) به مدت چهار ماه در انگلستان اقامت داشت. آنها کارخانه‌ها، کشتی‌سازی‌ها، راه‌آهن‌ها، کارخانه‌های فولاد و غیره را در شهرهای بزرگی مانند لندن، ادینبورگ، گلاسکو، منچستر و بیرمنگام بازرسی کردند. او همچنین از کشورهای مختلف اروپایی، از جمله فرانسه، هلند و آلمان بازدید کرد و در سال ۱۸۷۳ (۶ میجی) پس از بازگشت به ژاپن، به عنوان مدیر کل وزارت تازه تأسیس امور داخلی و نایموشو/وزیر کشور منصوب شد. این سمت معادل چیزی بود که امروزه نخست‌وزیر ژاپن نامیده می‌شود و او عملاً قدرت واقعی را در دولت میجی در دست داشت. او موفق شد جایگاه محکمی در دولت ایجاد کند. یکی از وظایفی که توشیمیچی اوکوبو در این زمان بر عهده گرفت، سرکوب شورش‌های سامورایی‌های ناراضی بود؛ سامورایی‌های سابقی که از نحوهٔ ادارهٔ حکومت میجی ناراضی بودند. در مخالفت با جریان‌های عصر جدید، جنگ‌های داخلی بزرگ متعددی از جمله شورش ساگا، شورش شینپورن و شورش هاگی رخ داد. شدیدترین این جنگ‌ها، جنگ سینان بود که توسط متحد او، سایگو تاکاموری، در سال ۱۸۷۷ (دهم میجی) آغاز شد. اوکوبو توشیمیچی تمام این شورش‌ها را سرکوب کرد و برای تقویت اقتدار امپراتور و دولت میجی سخت تلاش کرد.

### ایجاد تعادل بین سیاست‌های صنعتی و توسعه منابع انسانی

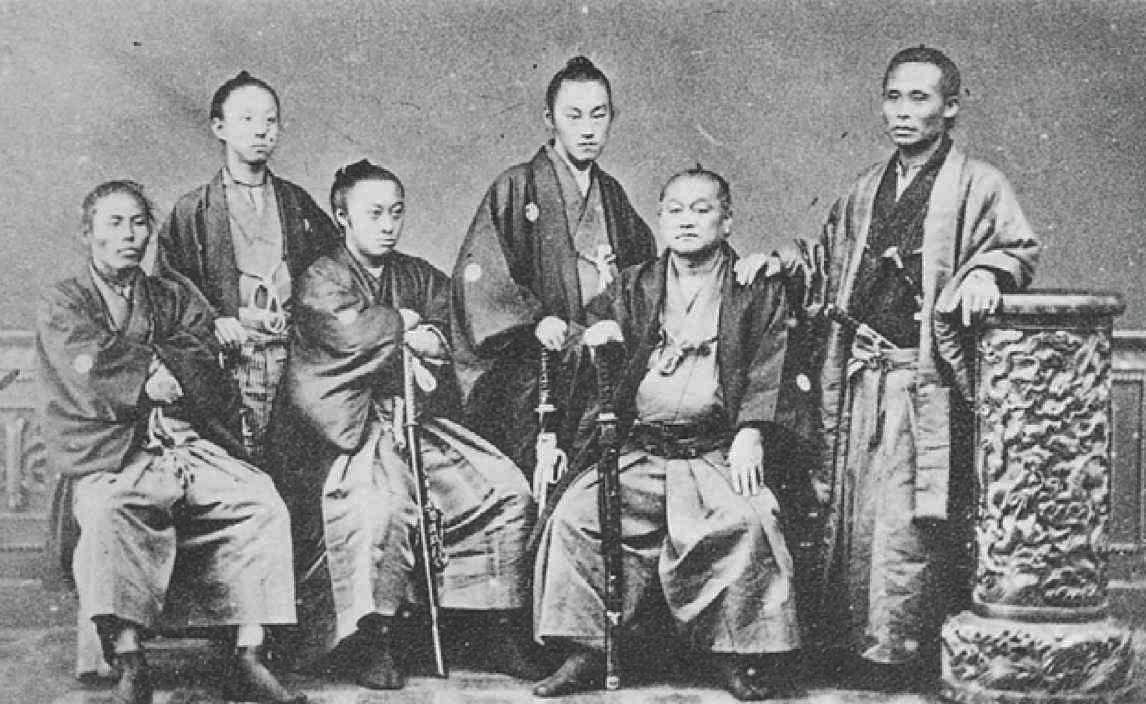
سامورایی‌های قلمروهای چوشو و ساتسوما در سال ۱۸۶۹، به همراه اوکوبو در منتهی‌الیه راست و ایتو هیروبومی در منتهی‌الیه چپ

توشیمیچی اوکوبو پس از بازدید از اروپا و ایالات متحده و مشاهده وضعیت سیاست و اقتصاد پیشرفته در آنجا، به شدت بر هر دو جنبه سیاست و اقتصاد تأثیر گذاشت. او در سیاست، سیستم بوروکراتیک را کاملاً ساده‌سازی کرد و در اقتصاد، توسعه صنعتی را ارتقا داد.
به‌طور خاص، در حوزه توسعه صنعتی، دولت سیستمی از حمایت را بر اساس این ایده که «کشورهای در حال توسعه در مراحل اولیه توسعه صنعتی به راهنمایی دولت نیاز دارند» ایجاد کرد. به عنوان مثال، در کشاورزی، یک مدرسه کشاورزی در کومبا، توکیو افتتاح شد که در آن روش‌های کشاورزی غربی معرفی و آزمایش شدند. توشیمیچی اوکوبو ۵۴۰۰ ین (تقریباً ۱۰۸ میلیون ین به پول امروز)، که در آن زمان مبلغ زیادی بود، به مدرسه کشاورزی اهدا کرد. این کمک مالی به دانشجویان برجسته داده می‌شد و هنگامی که این مدرسه به دانشکده کشاورزی دانشگاه امپراتوری توکیو تبدیل شد، به عنوان «بورسیه تحصیلی اوکوبو توشیمیچی» شناخته شد. او همچنین تلاش‌های خود را در صنعت پوشاک متمرکز کرد و سعی در تولید پشم داخلی داشت. او کارخانه‌های دولتی زیادی تأسیس کرد که یکی از آنها کارخانه ابریشم تویمی‌اوکا است که اکنون به عنوان یک میراث جهانی تعیین شده است. او در سفری به انگلستان متوجه شد که منبع ثروت ژاپن، کشتیرانی است و در سال ۱۸۷۵ (۸ میجی)، مبلغ هنگفتی از شرکت کشتیرانی میتسوبیشی متعلق به ایواساکی یاتارو حمایت مالی کرد تا انحصار کشتیرانی را به میتسوبیشی زایباتسو واگذار کند که در نهایت باعث شد شرکت‌های کشتیرانی بریتانیایی و آمریکایی از مسیر کشتیرانی بین یوکوهاما و شانگهای خارج شوند.

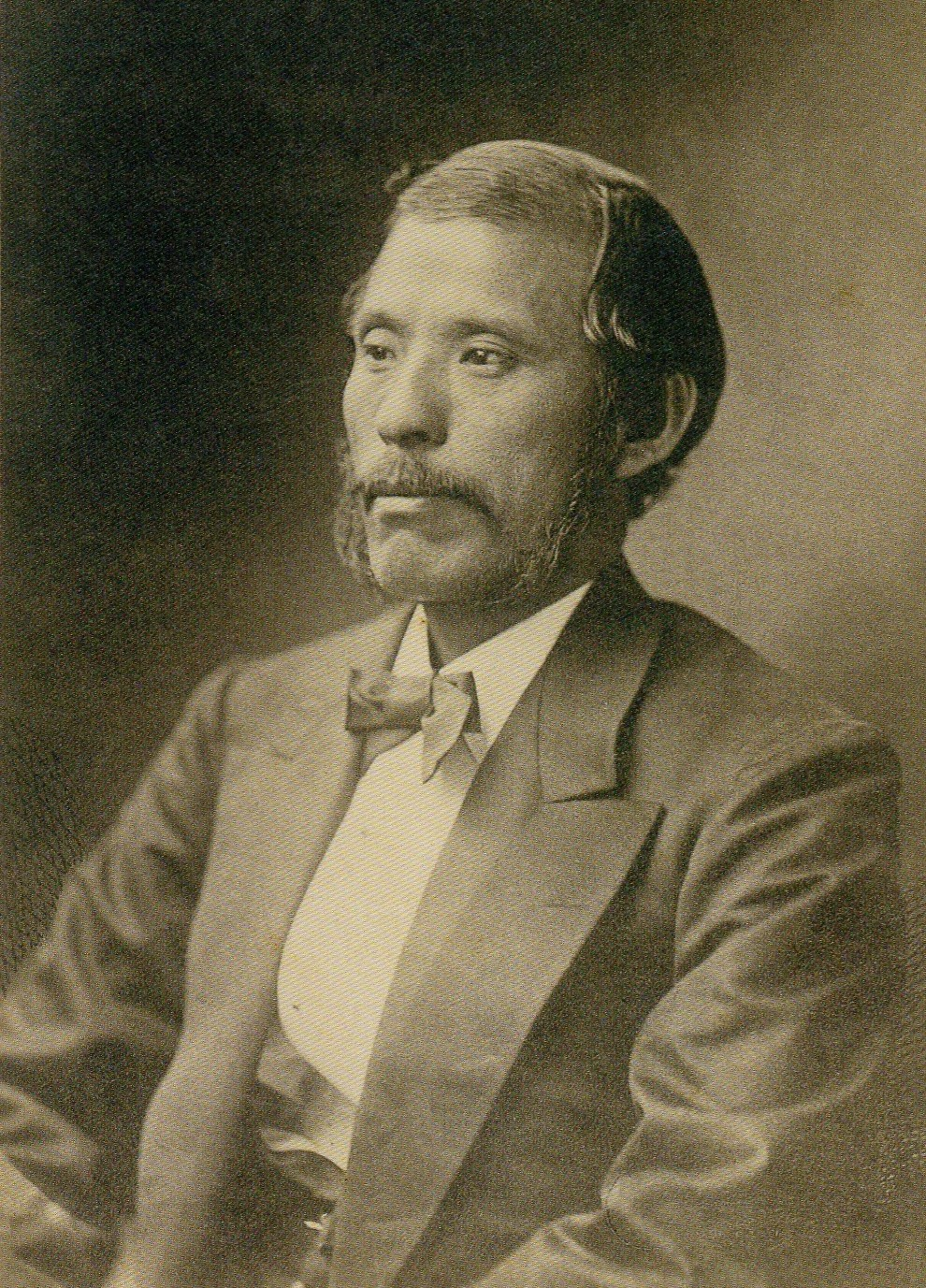
اوکوبو در سال ۱۵۷۲

اگرچه توشیمیچی اوکوبو اهل قلمرو ساتسوما بود که روحیه رزمی قوی داشت، اما هیچ حکایتی در مورد او در رابطه با شمشیر یا شمشیربازی ژاپنی وجود ندارد. تصور می‌شود که این به این دلیل است که او در کودکی از نظر جسمی ضعیف بوده و نتوانسته خود را وقف آموزش هنرهای رزمی کند. به جای شمشیر ژاپنی، این عقل بی‌نظیر او بود که تیزبینی استثنایی خود را به رخ می‌کشید. طبق شهادت سایگو تسوگومیچی، برادر کوچکتر سایگو تاکاموری، اوکوبو توشیمی‌چی «هرچه عصبانی‌تر می‌شد، استدلالش منطقی‌تر می‌شد.» در صورتی که حتی اگر کلمه‌ها و اعمال یک فرد معمولاً منظم باشند، وقتی ذهنش تحت سلطه خشم باشد، نامنسجم می‌شوند. هرچه خشم قوی‌تر باشد، منطق بیشتر تمایل به فروپاشی دارد. با این حال، عکس این قضیه برای اوکوبو توشیمیچی صادق بود. هر چه بیشتر عصبانی می‌شد، منطقش منسجم‌تر و آرام‌تر و متین‌تر می‌شد. سایگو تسوگومیچی که شهادت داد، گفت: «او واقعاً آدم مرموزی بود.» این حکایت نشان می‌دهد که اوکوبو توشیمیچی ذهن خاصی داشت. در اوایل صبح ۱۴ مه ۱۸۷۸ (۱۱ میجی)، اوکوبو توشی‌میچی با یامایوشی موریسوکه، فرماندار استان فوکوشیما، با لحنی غیرمعمول و پرشور صحبت کرد و قبل از ترک خانه‌اش گفت: «ده سال پس از پایان جنگ سینان، دوره سازندگی خواهد بود. من، اوکوبو بی‌ارزش، غنی‌سازی کشور و تقویت ارتش آن و ارتقای صنعت و تجارت را ترویج خواهم کرد.» چند ساعت بعد، در حالی که با کالسکه اسبی به سمت کاخ امپراتوری در حرکت بود، توسط سامورایی‌های ناراضی از استان ایشیکاوا که در کمین او بودند، ترور شد و به زندگی ۴۷ ساله اش پایان داد.